# 中国生物医学工程学会
中国生物医学工程学会是中华人民共和国生物医学工程科技工作者组成的全国性、学术性、非营利性社会团体，由中国科学技术协会主管，1980年11月在北京市成立。